# Leonard Sliačan
Leonard Sliačan (27. října 1901, Černová – 17. října 1969, Černová) byl slovenský římskokatolický kněz a veřejný činitel.

## Životopis
Studoval na gymnáziu v Banské Bystrici. Působil jako římskokatolický kněz na více farnostech. Od 2. ledna 1935 působil jako farář ve farnosti Krupina, kde zastával i funkci starosty města. Byl organizátorem církevního, kulturního a společenského života. Po roce 1945 byl politicky pronásledován. V roce 1958 byl odsouzen v procesu s příslušníky POHG (skupina Ľudovít Laco a spol.) na 25 let vězení.